# Dolmar
La Dolmar o Makita Engineering germany è un'azienda tedesca produttrice di attrezzature per il giardinaggio, l'azienda ha la fama di essere una tra le più antiche fabbriche di motoseghe al mondo.

## Storia
La storia dell'azienda risale al 1927, quando l'imprenditore Emil Lerp creò la prima motosega a benzina e successivamente la testò nei pressi del monte Dolmar nella Turingia (anche se il record della prima sega a catena spetta al marchio Stihl, tuttavia l'invenzione di Stihl è considerata una elettrosega), il nome della società fu scelto dalla moglie di Emil per celebrare il successo di suo marito.
Negli anni a venire, l'azienda da semplice identità sociale divenne ben presto una società attiva nel commercio dei prodotti inerenti alla selvicoltura e al giardinaggio.
Nel 1975, la società Fichtel & Sachs acquistò dalla Dolmar la maggioranza dei propri titoli azionari, così l'azienda venne rinominata in Sachs-Dolmar, l'accordo tra le due società continuò fino al 1991 quando il gruppo Giapponese Makita rilevò il marchio Dolmar, nell'aprile del 2015 l'azienda nipponica tramutò la ex Dolmar dapprima in Makita Werkzeug GmbH, successivamente in Makita Engineering Germany GmbH.
Dopo l'acquisto, in Germania presso la fabbrica originale vengono fabbricati i prodotti recanti il marchio Makita.

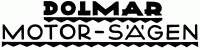
Il vecchio logo utilizzato dal 1927 al 1950.

### Loghi
Il primo logo presentato nel 1927 mostrava due lame presenti su una sega manuale sormontati dal nome dell'azienda e la scritta Motor-sagen (motosega); Nel 1950 il marchio mostra 2 operai intenti a tagliare un albero utilizzando la Dolmar CL costruita fino al 1964.

## Prodotti
Nel 1927 creò la sua prima motosega, essa pesava 58 Kg ed erano necessarie due persone per il suo utilizzo.
Nel 1939 venne lanciato il modello CL.
Nel 1951 a Lione venne presentata al pubblico dell'Esposizione Internazionale del Legno la sua prima gamma di motoseghe prodotte a quei tempi.
Nel 1953 giunse sul mercato il modello utilizzabile da un solo operatore denominato CP dotato di carburatore a galleggiante.
Nel 1957 venne presentato il modello CF (sprovvisto di retromarcia e fornito di carburatore a membrana).
Nel 1975, dopo l'acquisizione dei capitali Dolmar da parte di Fichtel & Sachs, l'azienda creò la prima motosega mossa da un motore wankel denominata KMS4 (Kreiskolben-MotorSäge 4-Takt, traducibile in Italiano come: Motosega Rotativa a 4 Tempi).
Nel 2004, venne presentata la Dolmette; si tratta di una motocicletta costruita unicamente per scopi pubblicitari ed è alimentata da 24 motori di fabbricazione Dolmar provenienti dalle motoseghe da loro fabbricate, nello stesso periodo è stato presentato un prototipo di motosega a quattro tempi.
Nel 2005 l'azienda creò la più piccola motosega per potatura al mondo.